# Liste der Stolpersteine in Undenheim
In der Liste der Stolpersteine in Undenheim sind alle sechs Stolpersteine aufgeführt, welche von Gunter Demnig in Undenheim am 3. September 2016 verlegt wurden. Sie sollen an die Opfer des Nationalsozialismus erinnern, die in Undenheim ihren letzten bekannten Wohnsitz hatten, bevor sie deportiert und ermordet wurden.
Anklicken des Bildes vergrößert das Bild.

## Liste der Stolpersteine
| Adresse, Lage                             | Verlegedatum | NS-Opfer          | Inschrift | Bild |
| ----------------------------------------- | ------------ | ----------------- | --- | ---- |
| Staatsrat-Schwamb-Straße 74 · Undenheim · | 3. Sep. 2016 | Julius Baum       | HIER WOHNTE JULIUS BAUM JG. 1887 DEPORTIERT 1942 PIASKI ERMORDET                                                                            |      |
| Staatsrat-Schwamb-Straße 74 · Undenheim · | 3. Sep. 2016 | Lina Baum         | HIER WOHNTE LINA BAUM GEB. ISAAK JG. 1889 DEPORTIERT 1942 PIASKI ERMORDET                                                                   |      |
| Staatsrat-Schwamb-Straße 74 · Undenheim · | 3. Sep. 2016 | Irene Baum        | HIER WOHNTE IRENE BAUM JG. 1921 DEPORTIERT 1942 PIASKI ERMORDET                                                                             |      |
| Staatsrat-Schwamb-Straße 74 · Undenheim · | 3. Sep. 2016 | Margot Baum       | HIER WOHNTE MARGOT BAUM JG. 1924 DEPORTIERT 1942 PIASKI ERMORDET                                                                            |      |
| Storchengasse 22 · Undenheim ·            | 3. Sep. 2016 | Christina Neder   | HIER WOHNTE CHRISTINA NEDER JG. 1901 EINGEWIESEN 10.5.1938 HEILANSTALT ALZEY ´VERLEGT´ 19.5.1941 HADAMAR ERMORDET 19.5.1941 AKTION T4       |      |
| Georg-Wiegand-Will-Platz · Undenheim ·    | 3. Sep. 2016 | Helena Göttelmann | HIER WOHNTE HELENA GÖTTELMANN JG. 1905 EINGEWIESEN HEILANSTALT NIEDER-RAMSTADT ´VERLEGT´ 16.11.1944 HEILANSTALT HADAMAR ERMORDET 28.11.1944 |      |